# Mahatma Otoo
Mahatma Osumanu Otoo (Accra, 6 febbraio 1992) è un ex calciatore ghanese di ruolo attaccante.

## Palmarès

### Club

#### Competizioni nazionali
- Campionato tunisino: 2

Espérance: 2009-2010, 2010-2011
- Coppa di Tunisia: 1

Espérance: 2010-2011

#### Competizioni internazionali
- CAF Champions League: 1

Espérance: 2011

### Individuale
- Capocannoniere del campionato ghanese: 1

2012-2013 (20 reti)